# Tundrawolf
Der Tundrawolf oder Turukhan Wolf (Canis lupus albus) ist eine Unterart des Wolfes (Canis lupus), der zur Familie der Hunde (Canidae) gehört. Er ähnelt stark dem Eurasischen Wolf (Canis lupus lupus).
Der Tundrawolf ist über weite Teile des nördlichen Eurasiens verbreitet. Sein Verbreitungsgebiet erstreckt sich von Finnland über den nördlichen Teil Russlands bis nach Kamtschatka.

## Merkmale
Der Tundrawolf erreicht eine Widerristhöhe von etwa 70 bis 90 Zentimeter und eine Kopf-Rumpf-Länge zwischen 118 und  137 Zentimeter. Angaben zum Gewicht schwanken zwischen 35 und realitätsfernen 100 Kilogramm, dürfte aber bei männlichen Tieren durchschnittlich 40 Kilogramm betragen. Zwischen Männchen und Weibchen besteht ein Geschlechtsdimorphismus: Rüden sind meistens größer und schwerer als Wölfinnen.
Das lange, weiche Fell des Tundrawolfs ist meistens dunkelgrau gefärbt. Weitere Fellpartien können schwarz, rostbraun oder silbergrau gefärbt sein. Die Unterseite der Schnauze und die Kehle sind heller, die Rückseiten der Ohren erscheinen dunkler. Die Rückenfärbung weist in den meisten Fällen einen dunklen bis schwarzen Sattelfleck auf. Ebenfalls dunkler gefärbt sind oftmals die Schwanzspitze und die Vorderseite der Beine. Im Gegensatz zu wolfsähnlichen Haushunden sind Wölfe hochbeiniger und haben eine gerade Rückenlinie, während sie bei Hunden oft zum Schwanz hin abfällt. Der Wolfsschwanz ist buschig und gerade. Wölfe haben tendenziell kleinere Ohren, die zudem innen dicht behaart sind.

## Lebensweise
Tundrawölfe werden mit etwa zwei Jahren geschlechtsreif. Die Paarungszeit ist für Wölfe relativ spät erst gegen März bis April; die Tragzeit dauert ungefähr neun Wochen. Ein Wurf besteht meist aus zwei bis sechs Welpen, die vom gesamten Rudel großgezogen werden. Nach ein bis drei Jahren verlassen die Jungtiere ihr Rudel, siedeln sich in der Nähe ihres alten Rudels an oder wandern fort.
Als Großraubtiere erbeuten Tundrawölfe vorwiegend Huftiere wie Rehe, Rothirsche und Wildschweine, in einigen Regionen auch Elche. Vorrangig werden ältere, kranke oder junge Tiere erbeutet, die einfacher zu überwältigen sind.

## Synonyme
Anerkannte Synonyme für den Tundrawolf sind dybowskii Domaniewski, 1926, kamtschaticus Dybowski, 1922 und turuchanensis Ognev, 1923.